# Yiruma
Yiruma är artistnamnet för Lee Ru-ma (ibland stavad I Ru-Ma på grund av hur det uttalas), född 15 februari 1978, en populär pianist och kompositör från Sydkorea. Namnet "Yiruma" betyder "jag skall prestera" på koreanska.
Lee Ru-ma föddes i Sydkorea men växte upp och utbildade sig i England. Han började spela piano vid fem års ålder, och flyttade därefter till London vid elva års ålder (1988), för att studera på Purcell School of Music, en specialistmusikskola för barn i skolåldern. Yiruma utexaminerades i juli 1997 och valde fortsätta satsa på musiken under sina studier på King's College London. Under studietiden på Kings College släppte denna lovande pianist sitt första album "Love Scene" genom det brittiska skivbolaget Decca Records. År 2001 släppte han sitt mest populära album hittills, "First Love", varav hans mest kända låt "River Flows in You" var med på detta album. Denna låt har även släppts på två andra album.